# Giải vô địch bóng rổ thế giới 2023 (Bảng E)

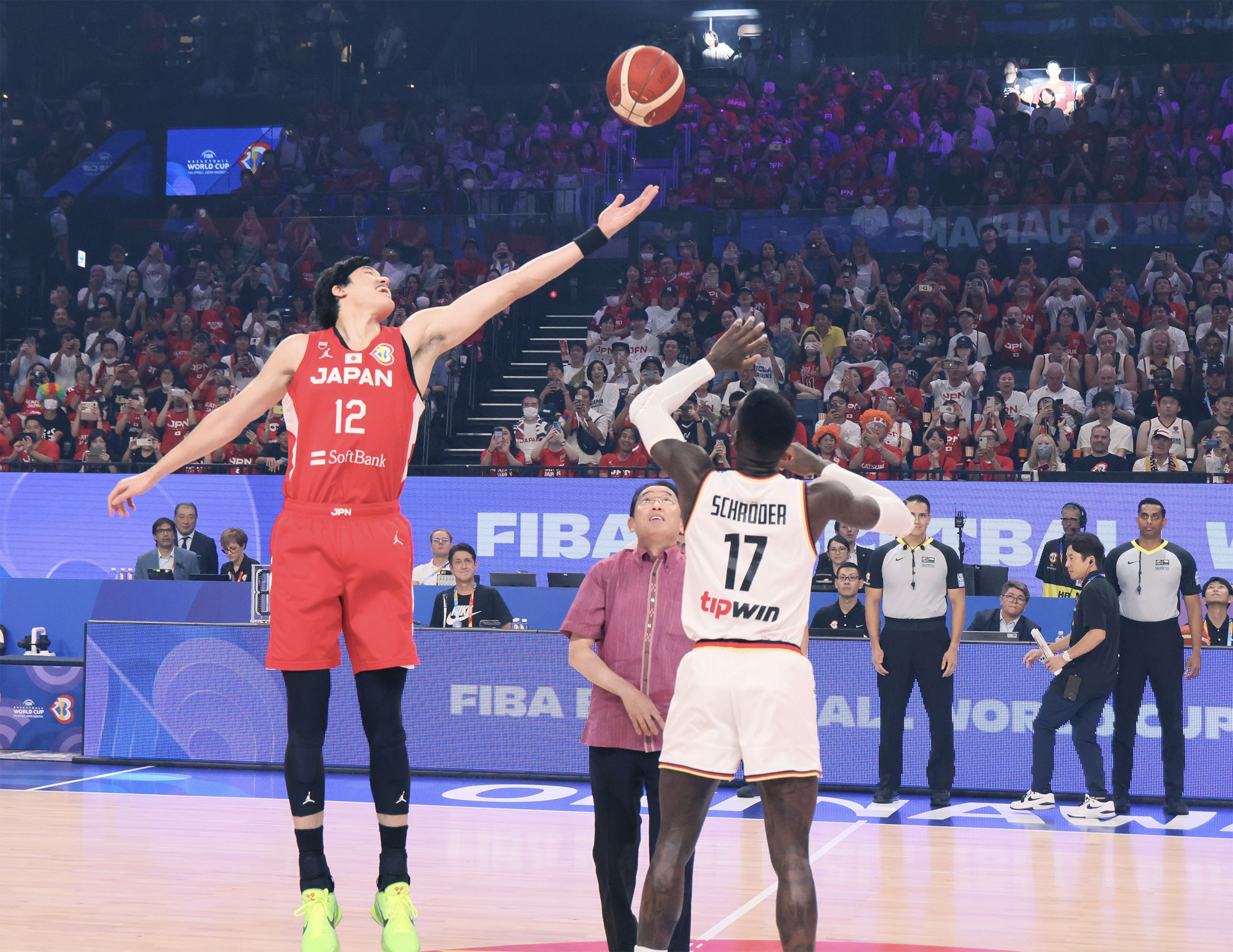
Thủ tướng Nhật Bản Kishida Fumio tiến hành nghi thức ném bóng trong trận đấu giữa Đức và Nhật Bản.

Bảng E là một trong tám bảng đấu trong giai đoạn vòng bảng của Giải vô địch bóng rổ thế giới 2023, diễn ra từ ngày 25 đến ngày 29 tháng 8 năm 2023, bao gồm các đội Đức, Phần Lan, Úc và Nhật Bản, trong đó Đức và Úc từng gặp nhau tại vòng bảng môn bóng rổ Thế vận hội Mùa hè 2020; Đức và Phần Lan từng gặp nhau tại vòng loại khu vực châu Âu; Úc và Nhật Bản từng gặp nhau tại vòng loại khu vực châu Á 2 kỳ liên tiếp, cũng như từng gặp nhau tại tứ kết Giải vô địch bóng rổ châu Á 2022. Mỗi đội thi đấu vòng bảng theo thể thức vòng tròn một lượt tính điểm, mỗi đội gặp nhau đúng 1 lần duy nhất, tất cả các trận đấu của bảng diễn ra tại Nhà thi đấu Okinawa, Thành phố Okinawa, Nhật Bản. Hai đội đứng đầu bảng sẽ giành vé vào vòng 2, còn 2 đội cuối bảng sẽ phải thi đấu vòng phân hạng 17–32.

## Các đội tuyển
| Đội tuyển | Vượt qua vòng loại               | Vượt qua vòng loại      | Số lần tham dự   | Số lần tham dự | Số lần tham dự           | Thành tích tốt nhất | Thứ hạng |
| Đội tuyển | Với tư cách                      | Ngày vượt qua vòng loại | Lần cuối tham dự | Số lần tham dự | Số lần tham dự liên tiếp | Thành tích tốt nhất | Thứ hạng |
| --------- | -------------------------------- | ----------------------- | ---------------- | -------------- | ------------------------ | ------------------- | -------- |
| Đức       | 3 đội đầu bảng J khu vực châu Âu | 11 tháng 11 năm 2022    | 2019             | 7              | 2                        | Hạng ba (2002)      | 11       |
| Phần Lan  | 3 đội đầu bảng J khu vực châu Âu | 28 tháng 8 năm 2022     | 2014             | 2              | 1                        | Hạng 22 (2014)      | 24       |
| Úc        | 3 đội đầu bảng F khu vực châu Á  | 11 tháng 11 năm 2022    | 2019             | 13             | 5                        | Hạng tư (2019)      | 3        |
| Nhật Bản  | Quốc gia chủ nhà                 | 9 tháng 12 năm 2017     | 2019             | 6              | 2                        | Hạng 11 (1967)      | 38       |

## Bảng xếp hạng
| VT | Đội          | ST | T | B | ĐT  | ĐB  | HS  | Đ | Giành quyền tham dự |
| -- | ------------ | -- | - | - | --- | --- | --- | - | ------------------- |
| 1  | Đức          | 3  | 3 | 0 | 267 | 220 | +47 | 6 | Vòng 2              |
| 2  | Úc           | 3  | 2 | 1 | 289 | 246 | +43 | 5 | Vòng 2              |
| 3  | Nhật Bản (H) | 3  | 1 | 2 | 250 | 278 | −28 | 4 | Phân hạng 17–32     |
| 4  | Phần Lan     | 3  | 0 | 3 | 235 | 297 | −62 | 3 | Phân hạng 17–32     |

## Các trận đấu
Tất cả các trận đấu được diễn ra theo (UTC+9).

### Đức vs Nhật Bản
| 25 tháng 8 năm 2023 21:10 | Chi tiết | Đức                                                                              | 81–63 | Nhật Bản                                                               |  | Nhà thi đấu Okinawa, Thành phố Okinawa Số khán giả: 6,397 Trọng tài: Omar Bermúdez (México), Amy Bonner (Hoa Kỳ), Waseem Husainy (Canada) |
| 25 tháng 8 năm 2023 21:10 | Chi tiết | Điểm mỗi set: 23–11, 30–20, 16–16, 12–16                                         |       |                                                                        |  | Nhà thi đấu Okinawa, Thành phố Okinawa Số khán giả: 6,397 Trọng tài: Omar Bermúdez (México), Amy Bonner (Hoa Kỳ), Waseem Husainy (Canada) |
| 25 tháng 8 năm 2023 21:10 | Chi tiết | Điểm: M. Wagner 25 Chụp bóng bật bảng: M. Wagner 9 Hỗ trợ: Schröder, F. Wagner 5 |       | Điểm: Watanabe 20 Chụp bóng bật bảng: Hawkinson 10 Hỗ trợ: 3 cầu thủ 3 |  | Nhà thi đấu Okinawa, Thành phố Okinawa Số khán giả: 6,397 Trọng tài: Omar Bermúdez (México), Amy Bonner (Hoa Kỳ), Waseem Husainy (Canada) |

### Phần Lan vs Úc
| 25 tháng 8 năm 2023 17:00 | Chi tiết | Phần Lan                                                                       | 72–98 | Úc                                                           |  | Nhà thi đấu Okinawa, Thành phố Okinawa Số khán giả: 5,729 Trọng tài: Jorge Vázquez (Puerto Rico), Wojciech Liszka (Ba Lan), Blanca Burns (Hoa Kỳ) |
| 25 tháng 8 năm 2023 17:00 | Chi tiết | Điểm mỗi set: 21–17, 19–28, 14–25, 18–28                                       |       |                                                              |  | Nhà thi đấu Okinawa, Thành phố Okinawa Số khán giả: 5,729 Trọng tài: Jorge Vázquez (Puerto Rico), Wojciech Liszka (Ba Lan), Blanca Burns (Hoa Kỳ) |
| 25 tháng 8 năm 2023 17:00 | Chi tiết | Điểm: Markkanen 19 Chụp bóng bật bảng: Markkanen 8 Hỗ trợ: Markkanen, Little 4 |       | Điểm: Mills 25 Chụp bóng bật bảng: Giddey 9 Hỗ trợ: Giddey 8 |  | Nhà thi đấu Okinawa, Thành phố Okinawa Số khán giả: 5,729 Trọng tài: Jorge Vázquez (Puerto Rico), Wojciech Liszka (Ba Lan), Blanca Burns (Hoa Kỳ) |

### Úc vs Đức
| 27 tháng 8 2023 17:30 | Chi tiết | Úc                                                                | 82–85 | Đức                                                                  |  | Nhà thi đấu Okinawa, Thành phố Okinawa Số khán giả: 6,205 Trọng tài: Matthew Kallio (Canada), Blanca Burns (Hoa Kỳ), Omar Bermúdez (México) |
| 27 tháng 8 2023 17:30 | Chi tiết | Điểm mỗi set: 25–24, 19–25, 22–13, 16–23                          |       |                                                                      |  | Nhà thi đấu Okinawa, Thành phố Okinawa Số khán giả: 6,205 Trọng tài: Matthew Kallio (Canada), Blanca Burns (Hoa Kỳ), Omar Bermúdez (México) |
| 27 tháng 8 2023 17:30 | Chi tiết | Điểm: Mills 21 Chụp bóng bật bảng: Cooks, Mills 5 Hỗ trợ: Mills 6 |       | Điểm: Schröder 30 Chụp bóng bật bảng: Voigtmann 6 Hỗ trợ: Schröder 8 |  | Nhà thi đấu Okinawa, Thành phố Okinawa Số khán giả: 6,205 Trọng tài: Matthew Kallio (Canada), Blanca Burns (Hoa Kỳ), Omar Bermúdez (México) |

### Nhật Bản vs Phần Lan
| 27 tháng 8 năm 2023 21:10 | Chi tiết | Nhật Bản                                                               | 98–88 | Phần Lan                                                                |  | Nhà thi đấu Okinawa, Thành phố Okinawa Số khán giả: 7,734 Trọng tài: Ademir Zurapović (Bosna và Hercegovina), Amy Bonner (Hoa Kỳ), Ahmed Al-Shuwaili (Iraq) |
| 27 tháng 8 năm 2023 21:10 | Chi tiết | Điểm mỗi set: 22–15, 14–31, 27–27, 35–15                               |       |                                                                         |  | Nhà thi đấu Okinawa, Thành phố Okinawa Số khán giả: 7,734 Trọng tài: Ademir Zurapović (Bosna và Hercegovina), Amy Bonner (Hoa Kỳ), Ahmed Al-Shuwaili (Iraq) |
| 27 tháng 8 năm 2023 21:10 | Chi tiết | Điểm: Hawkinson 28 Chụp bóng bật bảng: Hawkinson 19 Hỗ trợ: Kawamura 9 |       | Điểm: Markkanen 27 Chụp bóng bật bảng: Markkanen 12 Hỗ trợ: 4 cầu thủ 5 |  | Nhà thi đấu Okinawa, Thành phố Okinawa Số khán giả: 7,734 Trọng tài: Ademir Zurapović (Bosna và Hercegovina), Amy Bonner (Hoa Kỳ), Ahmed Al-Shuwaili (Iraq) |

### Đức vs Phần Lan
| 29 tháng 8 năm 2023 16:30 | Chi tiết | Đức                                                                            | 101–75 | Phần Lan                                                           |  | Nhà thi đấu Okinawa, Thành phố Okinawa Số khán giả: 6,037 Trọng tài: Matthew Kallio (Canada), Martin Horozov (Bulgaria), Wael Mostafa (Ai Cập) |
| 29 tháng 8 năm 2023 16:30 | Chi tiết | Điểm mỗi set: 19–22, 28–17, 29–16, 25–20                                       |        |                                                                    |  | Nhà thi đấu Okinawa, Thành phố Okinawa Số khán giả: 6,037 Trọng tài: Matthew Kallio (Canada), Martin Horozov (Bulgaria), Wael Mostafa (Ai Cập) |
| 29 tháng 8 năm 2023 16:30 | Chi tiết | Điểm: Bonga, Schröder 15 Chụp bóng bật bảng: Hollatz, Voigtmann 4 Hỗ trợ: Lô 5 |        | Điểm: Nkamhoua 14 Chụp bóng bật bảng: Jantunen 5 Hỗ trợ: Maxhuni 6 |  | Nhà thi đấu Okinawa, Thành phố Okinawa Số khán giả: 6,037 Trọng tài: Matthew Kallio (Canada), Martin Horozov (Bulgaria), Wael Mostafa (Ai Cập) |

### Úc vs Nhật Bản
| 29 tháng 8 năm 2023 20:10 | Chi tiết | Úc                                                             | 109–89 | Nhật Bản                                                                                 |  | Nhà thi đấu Okinawa, Thành phố Okinawa Số khán giả: 7,374 Trọng tài: Jorge Vázquez (Puerto Rico), Amy Bonner (Hoa Kỳ), Waseem Husainy (Canada) |
| 29 tháng 8 năm 2023 20:10 | Chi tiết | Điểm mỗi set: 25–17, 32–18, 30–35, 22–19                       |        |                                                                                          |  | Nhà thi đấu Okinawa, Thành phố Okinawa Số khán giả: 7,374 Trọng tài: Jorge Vázquez (Puerto Rico), Amy Bonner (Hoa Kỳ), Waseem Husainy (Canada) |
| 29 tháng 8 năm 2023 20:10 | Chi tiết | Điểm: Giddey 26 Chụp bóng bật bảng: Cooks 16 Hỗ trợ: Giddey 11 |        | Điểm: Hawkinson 33 Chụp bóng bật bảng: Hawkinson, Watanabe 7 Hỗ trợ: Kawamura, Togashi 7 |  | Nhà thi đấu Okinawa, Thành phố Okinawa Số khán giả: 7,374 Trọng tài: Jorge Vázquez (Puerto Rico), Amy Bonner (Hoa Kỳ), Waseem Husainy (Canada) |